# Cynthia (Alberta)
Cynthia est un hameau (hamlet) du comté de Brazeau, situé dans la province canadienne d'Alberta.